# Gräddsås

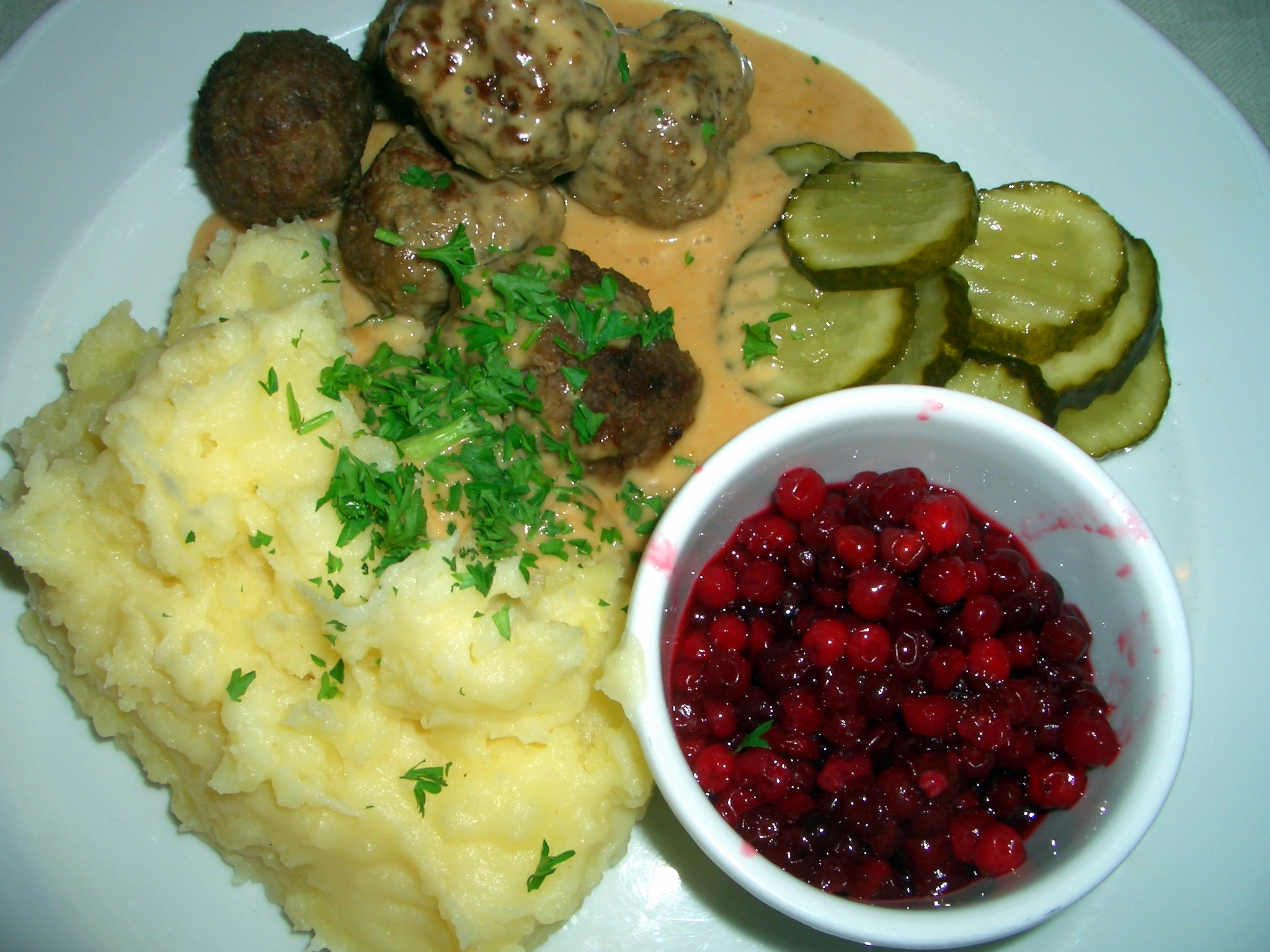
Köttbullar med mos, lingon, gurka och gräddsås.

Gräddsås är en sås baserad på grädde och kalvfond eller buljong.
En gräddsås tillagas i grunden som en brun grundsås men med skillnaden att grädde tillsätts.
Gräddsås används till exempelvis köttbullar med kokt potatis eller potatismos. Den passar även till bland annat andra färsrätter, kalkon eller kyckling.